# Jaren van de Bomen
De Jaren van de Bomen (Engels: The Years of the Trees) is een tijdsperiode in de verhalen over de fictieve wereld "Midden-aarde" van J.R.R. Tolkien. Ze werden voorafgegaan door de Jaren van de Lampen, en gevolgd door de Jaren van de Zon. Een deel van de Eerste Era valt binnen de Jaren van de Bomen.
Kort nadat de Twee Lampen door Melkor werden verwoest, creëerde Yavanna de Twee Bomen van Valinor. Ze werden "Telperion" (zilveren boom) en "Laurelin" (gouden boom) genoemd. De Bomen vulden Aman, de woonplaats van de Valar, met licht. Anders dan de Lampen echter, bleef Midden-aarde in het donker gehuld, en was daar enkel het licht van de sterren.

## De Elfen, de Silmarillen en Melkor
Tijdens de Jaren van de Bomen ontwaakten de Elfen bij Cuiviénen, en de meeste werden door Oromë overgehaald om de Grote Mars naar het westen te ondernemen. Enkelen weigerden aan de oproep gehoor te geven (de "Avari"), anderen haakten af bij de Nevelbergen (voornamelijk de Sindar en de Nandor). Het grootste deel kwam echter later in Valinor aan. Deze Elfen behoorden tot de Vanyar, de Noldor en de Teleri.
Melkor was ondertussen gevangengenomen door de Valar, en werd na spijt te hebben betuigd weer vrijgelaten. Niet lang daarna echter stookte hij Fëanor en Fingolfin, zonen van Finwë, koning van de Noldor, tegen elkaar op. Met hulp van Ungoliant zou hij later Finwë vermoorden, en hij stal de Silmarillen (de door Fëanor gemaakte juwelen met daarin het licht van de Bomen) uit zijn kluis. Daarna liet hij Ungoliant de Bomen zelf verwoesten, en Aman verviel in duisternis. Het licht van de Bomen leefde slechts voort in de Silmarillen.
Fëanor vervloekte Melkor, en gaf hem de naam "Morgoth". Deze was echter naar Midden-aarde gevlucht, en Fëanor zwoer de diefstal van de Silmarillen te wreken. Tegen het bevel van de Valar in, bracht hij, evenals zijn broer Fingolfin, een groot leger samen om de juwelen terug te krijgen. Toen de Teleri echter weigerden om in hun haven Alqualondë hun boten ter beschikking te stellen aan Fëanor, werd deze woest en leidde dit tot de Broedermoord te Alqualondë, waarbij vele Elfen het leven lieten. Deze gebeurtenis zou de Noldor voor altijd blijven achtervolgen. Fingolfin zou later zijn leger via het ijzige Helcaraxë naar Midden-aarde voeren, waarbij velen omkwamen.
De komst van de Noldor naar Midden-aarde, en hun jacht naar de Silmarillen, zou leiden tot meerdere grote veldslagen tegen Morgoth. Twee van deze veldslagen (de Eerste Slag van Beleriand en de Dagor-nuin-Giliath) vonden plaats binnen de Jaren van de Bomen.

## Na de Jaren van de Bomen
De Valar probeerden tevergeefs om de Bomen weer tot leven te wekken. Na veel inspanningen gaf Telperion ten slotte één bloem van zilver, en Laurelin één vrucht van goud. De bloem en de vrucht werden geheiligd en zouden, als hemelse lampen, de maan en de zon vormen, en zo de daden van Melkor een tegenwicht bieden. Hiermee begonnen, na 450 Valiaanse Jaren in de Eerste Era, de Jaren van de Zon, die tot op heden voortduren.